# Buk-myeon
Buk-myeon (coréen : 북면) est une ville située en Corée du Sud, dans la province du Gyeongsang du Nord et le district de Uljin. La ville est essentiellement connue pour sa centrale nucléaire.

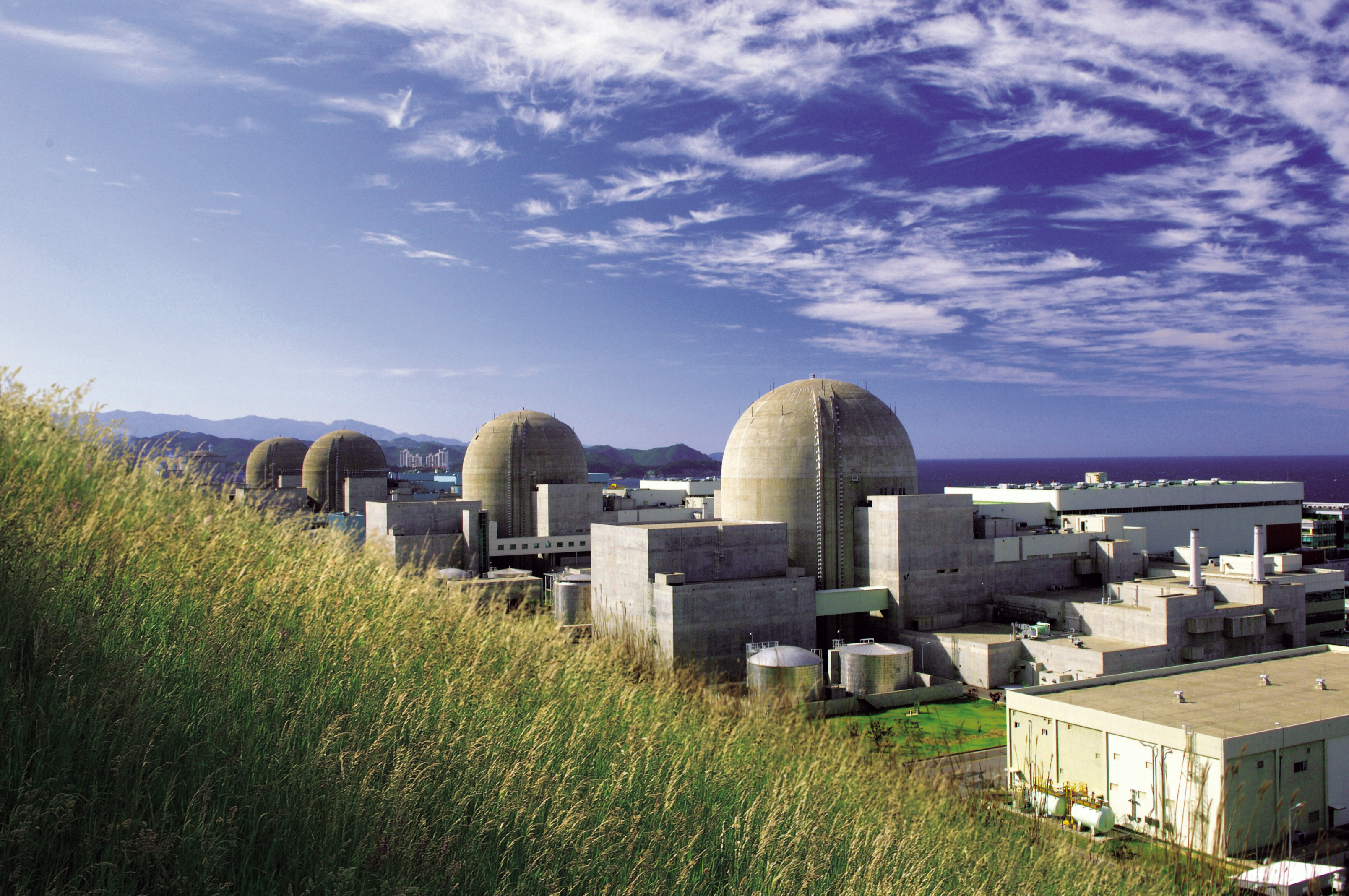
Centrale nucléaire d'Ulchin.

Buk-myeon comptait 7 301 habitants en 2010 et 6 941 au 31 décembre 2017.